# Jezero Bunyonyi
Jezero Bunyonyi je vodna površina 7 kilometrov zahodno od mesta Kabale v jugozahodni Ugandi. Je največje in najvišje od treh majhnih jezer (ostali sta jezero Mutanda in jezero Mulehe) v visokogorju Kigezi, ki je del porečja Nila.
Jezero s površino 6100 hektarjev je dolgo 25 kilometrov in široko 7. Nadmorska višina jezera je 1950 metrov, hribi, ki obdajajo jezero pa so visoki od 2200 do 2478 metrov in intenzivno obdelani.

## Geografija
Jezero je nastalo pred približno 18.000 leti zaradi vulkanskega izbruha, ki je blokiral dolino v gorovju Ruchiga v bližini današnje vasi Muko na severozahodnem koncu jezera. Trenutni iztok jezera je majhen potok, prav tako ob Muku, ki se izliva v močvirje Ruvuma (to pa se izliva v reko Ruhezaminda, ki se konča pri jezeru Mutanda).
29 otokov, ki so zgoščeni na sredini jezera, je večinoma nenaseljenih. Večina infrastrukture pa je namenjena turizmu ter osnovni in srednji šoli.
Globina jezera ni točno znana, podatki pa so od 44 metrov do 900 metrov. Če drži slednje, je Bunyonyi drugo najglobje jezero v Afriki. Voda na površju se lahko segreje do 25 ºC. V začetku 20. stoletja so v jezero poskušali naseliti ribe in v 1930-ih je ribolov postal profitna dejavnost. Na žalost so v 1960-ih ribe zaradi okoljskih sprememb začele množično umirati. Leta 2002 so znova poskušali naseliti ribe v jezero, vendar tudi tokrat brez večjega uspeha. Tako danes v jezeru živi malo vrst rib in rakov.  
Jezero Bunyonyi je znano po številnih ptičih, ki domujejo na njegovih bregovih – zaenkrat so zabeležili več kot 200 različnih vrst. Beseda bunyonyi sicer pomeni »prostor z veliko pticami«. 
Jezero Bunyonyi je eno redkih afriških jezer, kjer je plavanje mogoče – v jezeru namreč ni bilharzije.
Glavno središče jezera je vas Bufuka, področje okoli jezera pa naseljujejo pripadniki plemena Bakiga in pigmejci Batwa. 

## Glavni otoki

### Akampene - Otok kazni
Pripadniki plemena Bakiga so v preteklosti v poduk drugim na otok (otoček z enim drevesom) pošiljali neporočena noseča dekleta, ki so nato zaradi lakote ali med poskusom plavanja na celino (veliko ljudi ob jezeru še danes ne zna plavati) umrle. Odrasel moški, ki ni imel dovolj krav za plačilo za nevesto, je lahko z otoka rešil dekle. Prakso so opustili v prvi polovici 20. stoletja. 

### Otok Bushara
Ta otok je dom Družbe za razvoj jezera Bunyonyi (Lake Bunyonyi Development Company), organizacije, ki je tesno povezana z Ugandsko cerkvijo, glavno cerkveno organizacijo ob jezeru. S pomočjo turizma zbirajo denar za različne razvojno naravnane projekte ob Bunyonyiju. 
Največja zanimivost Bushare pa je evkaliptov gozd, ki jasno kaže, kako hitro evkaliptova drevesa rastejo. Hribi okoli jezera Bunyonyi so bili v preteklosti pogozdeni, vendar so ljudje zaradi pomanjkanja prostora skrčili večino gozdov in ustvarili polja. Da bi izboljšali razmere, so uvozili evkaliptova drevesa, ki pa imajo poleg prednosti (hitra rast) tudi svojo slabost – iz zemlje posrkajo vse hranilne snovi in zemlja postane nerodovitna.

### Bwama in Njuyeera (Sharpov otok)
Škotski misijonar, doktor Leonard Sharp je leta 1921 prišel na to področje Ugande in 1931 ustanovil kliniko za gobavost na otoku Bwama. Domačine so preselili, zgradili so cerkev in bolnico, dr. Sharp pa si je ustvaril svoj dom na otoku Njuyeera (verjetno pomeni "bela koča" po podobnosti zdravnikove majhne bele hiše s hišo Sharpovega očeta v Shanklinu, zdaj Bela hiša hotel). Potencialne paciente do na otok pošiljali iz celotne Vzhodne Afrike in v času največje zasedenosti je bilo na otoku 5000 bolnikov. Glavni cilj je bil izolacija in s tem preprečitev širjenja bolezni. Šele v 1980-ih, ko so odkrili 0zdravilo proti gobavosti, so pustili ljudem zapustiti otok. 
Stavbe bolnice danes gostijo srednjo šolo in dijaške domove za otroke. Na otoku je tudi osnovna šola, vendar nobene vasi. 
Trenutno se na otoku gradi nova klinika v sodelovanju Sekcije za tropsko in potovalno medicino iz Slovenije, Ministrstva za zdravje v Ugandi, Edirise UK in Cerkve v Ugandi. Ambulantni del je že zgrajen in v njem se na dan pregleda okoli 100 lokalnih prebivalcev iz celotnega območja jezera. V fazi gradnje je še oddelek za ginekologijo in porodništvo.

### Otok Bucuranuka - Narobe otok
Legenda pravi, da je na otoku umrlo veliko ljudi. Okoli dvajset oseb je na otoku varilo domače pivo iz sorghuma, ko je mimo prišla stara gospa in jih prosila: »Ali mi date malo vašega piva?« Ker so jo pomotoma zamenjali za vaško beračico, so njeno prošnjo grdo zavrnili: »Izgini, beračica! Izgini!« Ženica je odgovorila: »Mi res ne bi dali niti požirka piva? Ali vas potem lahko vsaj prosim, da me odpeljete na celino?« Ker so se je želeli znebiti, so ugodili njeni prošnji in mlad fant jo je prepeljal na celino. Ko sta varno pristala na drugem bregu in se je mladenič ravno odpravljal nazaj, se je otok obrnil narobe. Vsi na njem so umrli, le en piščanec je odletel in si tako rešil življenje.

## Ekologija
Razen vodnih ptic je v tem izoliranem visokogorskem jezeru naravno prisotnih nekaj vodnih živalskih vrst. Voda je zelo stratificirana z mejo kisika na globini približno 7 m.
Domorodni vretenčarji so De Wittejeva krempljasta žaba (Xenopus wittei), krempljasta žaba Viktorijinega jezera (Xenopus victorianus) (oblika bunyoniensis), afriška vidra brez krempljev (Aonyx capensis) in pegasta vidra (Hydrictis maculicollis), vendar je v jezeru še vedno pogosta samo prva žaba. V jezeru najdemo štiri endemične vrste kozic Caridina; obstajajo znaki, da bi se lahko pojavile tudi v jezeru Mutanda. Prvotno v jezeru ni bilo rib ali rakov, vendar so bili vneseni somi Clarias liocephalus, Nilska tilapija (Oreochromis niloticus), Grahamova tilapija (Oreochromis esculentus), Haplochromine iz Viktorijinega jezera in luzijanski raki (Procambarus clarkii).
Vodna vegetacija je lokalno bogata in vključuje vrste, kot so papirjevec (Cyperus papyrus), Navadna rezika in lotos (Nymphaea nouchali var. caerulea).

## Turizem
Jezero Bunyonyi je priljubljeno zaradi zelenih in bujnih terasastih hribov, ki jih prepleta množica več kot 200 vrst ptic. Kraj združuje umetnost vodnih ptic in nekaterih ptic selivk. Zaradi tega je popoln ideal za mnoge ljubitelje ptic. Močvirje Nyombi razkrije različne vrste ptic. Poleg opazovanja ptic ponuja kraj tudi druge možnosti. To je športe, kot je plavanje, pa tudi križarjenje s čolnom in jahanje. Območje je poudarjeno tudi z različnimi pohodi in sprehodi v naravo, ki vsi ponujajo več kot le naravo in užitek. Občutek tradicionalne kulture je čutiti tudi med skupnostnimi sprehodi, saj se lahko ustavi v kulturnem muzeju Bakiga in na kovaških mestih.